# Fianna
Die Fianna (Singular Fian), auch Fianna na hÉireann oder Fenier, sind umherziehende Kriegergruppen in der mittelalterlichen irischen Literatur. Das einzelne Mitglied der Fianna wird fénnid genannt.

## Mythologie und Etymologie
Fianna ist der Plural des irischen Wortes fian, das so viel wie Kriegerschar bedeutet. Im Finn-Zyklus handelt es sich um eine umherziehende Gruppe von Männern ohne festen Wohnsitz, die sich der Jagd und mitunter dem bezahlten Kriegshandwerk widmen. Ihr bedeutendster Anführer und Hauptheld ist Fionn mac Cumhaill (auch Finn mac Cumhail), der den Oberbefehl nach seinem Sieg über den Dämonen Aillén erhält.
Der jeweilige Anführer wurde rígfhéinnid (etwa „König der Fianna“) genannt, und diese Gruppe von Kriegern wird in den Brehon-Gesetzestexten (vgl. Brehon Laws) als Männer bezeichnet, „die niemandem untertan, landlos, aber keine Ausländer“ waren. Sie standen somit außerhalb der Gesellschaft, wurden zur Verteidigung der Freiheit Irlands eingesetzt und boten deshalb einen guten Anlass für Geschichten, z. B. über ihre Beherrschung der Magie des fíth-fáth. Diese Rolle als Freiheitsbewahrer geht wohl auf eine Zeit vor der Ankunft der norwegischen Wikinger (8. und 9. Jahrhundert) zurück, aber reicht nicht bis zu den Einfällen der Normannen (12. Jahrhundert). Fianna treten in vielen Erzählungen auf, z. B. Duanaire Finn („Finns Liederbuch“) oder Acallam na Senórach („Die Erzählungen der Alten“), aber auch außerhalb des Finn-Zyklus, etwa in einer Fassung der Erzählung über die Empfängnis Conchobars (Compert Conchobuir) aus dem Ulster-Zyklus. Ein regelmäßiges Auftreten der Fianna in Ulster ist allerdings nicht belegt.

## Aufnahme eines Kandidaten
Die Initiation in die Fianna war sehr schwer, die Prüfungen wurden in einer Aufzählung von Finns Leuten – wohl übertrieben – genannt. Der Anwärter musste sich auf die zwölf Bücher der Dichtkunst verstehen, in einer hüfttiefen Grube stehend nur mit seinem Schild und einem ellenlangen Stock den Speerangriff von neun Kriegern abwehren, in einem Geländelauf alle Verfolger abschütteln, ohne dass seine Frisur im Geäst hängen blieb, im vollen Lauf über einen mannshohen Ast springen und unter einem kniehohen durchschlüpfen, sowie einen Dorn im Laufen mit den Fingernägeln aus dem Fuß ziehen.

## Moralregeln
Jeder fénnid hatte etliche Ge- und Verbote (gessi) zu beachten. Er durfte niemandem Nahrung verweigern, vor keiner Übermacht von bis zu neun Gegnern flüchten und musste zur Verteidigung des Landes immer bereit sein. Bei der Verheiratung einer jungen Frau hatte ein fénnid stets die erste Wahl und erst nach dreimaliger vergeblicher Aufforderung an die Fianna durfte das Mädchen einen anderen nehmen, sie konnte allerdings von dieser Pflicht freigekauft werden. Wurde ein fénnid ermordet, durfte seine Sippe ihn nicht rächen, war er der Täter, so war seine Sippe umgekehrt ebenfalls vor der Rache geschützt. In der kalten Jahreszeit (von Samhain bis Beltaine, etwa 1. November bis 1. Mai) wurden die Fianna von der Bevölkerung verpflegt, die andere Zeit des Jahres ernährte sie sich von der Jagd.

## Heutiger Begriff
Im irischen Freiheitskampf gegen Großbritannien wurde die Fianna immer wieder als Symbol des Widerstands angeführt, allerdings der Name zum Neologismus „Fenian“ weitergeformt. Diese wurde 1804 durch Charles Vallancey ins Leben gerufen, der ihn als anglisierte Form für fianna verwendete. Die Bezeichnung Fenian wurde von republikanischen Iren vor allem auch in den USA verwendet, insbesondere für die anti-britischen Geheimbünde namens Irish Republican Brotherhood und Fenian Brotherhood. Jetzt bezeichnet das Wort vor allem die Anhänger irisch-republikanischen, anti-britischen Verhaltens, nicht zuletzt in Nordirland. Aus der Irish Republican Brotherhood ging später die Irish Republican Army (I.R.A.) hervor, die auch diesen Beinamen übernahm. Den Namen der Fianna findet man heute auch noch im Namen einer großen irischen Partei, der 1926 gegründeten Fianna Fáil.